# Ташо Тойтов
Ташо Динев Тойтов е български революционер, деец на българското националноосвободително движение в Македония, член на Вътрешната македонска революционна организация

## Биография
Ташо Тойтов  е роден в село Чеган, Воденско. Той е близък съратник на войводата Димитър Чегански. През 1934 година съдия-следовател повдига обвинение срещу него. Той е арестуван и задържан като обвиняем по следствено дело № 159/1934 година. Другите обвинени по това дело са Лазар Маджиров от село Рожен, Георги Маджиров от село Рожен, Иван Пукев, Григор Беганов, Димитър (Мице) Христов Чегански от село Чеган, Лазар Кунгалов от село Чучулигово.  В обвинителния акт е посочено, че преди около десетина години в местността Паризовото, Роженско землище, по предварително обмислен план, подробно изложен в обстоятелствената част на настоящия обвинителен акт, са предумишлено лишили от живот едно непознато за сега лице, като за целта Димитър (Мице) Чегански, в качеството си тогава на мелнишки околийски войвода при В.М.Р.О. е подбудил Ташо Тойтов и Григор Беганов да убият непознатото за сега лице, което последните двама действително извършили, като са го застреляли с револвер и пушка. П. Кръстев – кмет на село Склаве донася, че лицето Ташо Динев Тойтов е взел участие в Общоевропейската война като редник, през същата война е произведен в чин ефрейтор. Ташо Тойтов в заявление писано в затвора до съдия-следователя посочва следното: „По независещи от мен причини, невъзможно ми е да Ви предоставя документи в искания срок от 7 дни, че съм бил войник през войната, тъй като уволнителния ми билет е приложен към следствено дело № 258/1925 г., което дело се гледа от Горноджумайския окръжен съд през 1925 год., като аз бях оправдан. Със заявление до г-н Председателя на Горноджумайския окръжен съд поисках да ми бъде върнат уволнителния билет, който ще Ви предоставя.“ Командирът на 1-ва пехотна Софийска дружина удостоверява, че Ташо Динев Тойтов, родом от село Чеган, Воденско е служил в 1-ва рота на бившия 1-ви пехотен Софийски полк, като преведен от Допълняющия македонски полк, от 16 ноември 1915 година до 17 декември 1918 гододина, на която дата е уволнен. Ташо Тойтов като член на организацията ВМРО е изпълнявал задачи по охраната на задържани лица в ареста, организиран в Роженския манастир.

## Семейство
От полицейски сведения за Ташо Тойтов разбираме, че неговият баща е Дине Тойтов, неговата майка е Калина Димитрова. Той е роден на 27 септември 1895 година в село Чеган, Воденско, живущ е в село Спатово, Светиврачко, българин, източноправославен, има жива съпруга - Запра Стоева, има 5 деца от тях 5 живи, грамотен, господар земледелец, ръст 170 cm, кестенява прошарена коса, сини очи, правилен нос, правилна уста, цвят на кожата - медно червен, телесни недостатъци – няма.